# 吴组缃
吴组湘（1908年4月5日—1994年1月11日），原名吴组缃，字仲华，后改学名吴组襄，笔名寄谷、野松等，安徽泾县人，中国作家。

## 生平
十八歲前往芜湖求學，1929年考入清华大学。1935年后任冯玉祥的国文教师和秘书，抗日战争期间中央大学国文系任教。國共內戰後，在北京大學任教職。学生期间即开始小说创作，有长篇小说《山洪》（原名《鸭嘴唠》）；中短篇小说《一千八百担》，《天下太平》，《樊家铺》，《某日》等；短篇小说集《西柳集》，《饭余集》。